# Inmigración colombiana en Chile
La inmigración colombiana en Chile es el movimiento migratorio humano desde Colombia a Chile. Actualmente la comunidad colombiana residente en Chile es aproximadamente de 161 mil personas (sin contar a quienes se encuentran de manera ilegal), siendo la cuarta comunidad de colombianos más grande del mundo, sólo por detrás de Estados Unidos, Venezuela y España.

## Historia
En las décadas de los 2000 y 2010 ha crecido mucho la migración desde Colombia hacia Chile. Existen teorías que indican su origen en el año 2000 cuando en Buenaventura existió una lucha entre las bandas de los Machos y los Rastrojos lo que provocó que un grupo de mujeres afrodescendientes del Valle del Cauca huyeran de la violencia, de la pobreza y del abandono del gobierno, llegando a Antofagasta en la época del boom de la minería del cobre. Luego en el año 2010 otro conflicto entre los Urabeños y la Empresa un brazo armado de los Rastrojos, lo que llevó a muchas familias a buscar oportunidades en Chile.

## Demografía
Según la encuesta Casen 2015, se trataba de la segunda mayor población extranjera en Chile, después de la comunidad peruana, representando el 14.0 % del total de los inmigrantes en Chile. Según cifras del Departamento de Extranjería y Migración durante el año 2015 estimaban el número de residentes en 28.491, en el censo del año 2012 el número de habitantes procedente de Colombia era de 27.411, mientras en el censo anterior del año 2002 la cifra era de 4.095. Mientras la encuesta Casen 2015 estima el número de migrantes colombianos en 63.481.
Entre el año 2005 y 2015 se otorgaron 29.813
permanencias definitivas, mientras que se otorgaron 146.088 visas (tanto temporarias, sujetas a contrato y de estudiantes) en el mismo periodo;  siendo una de las llamadas "comunidades emergentes" junto a la comunidad haitiana y la comunidad venezolana, dado su gran crecimiento durante la década de 2010 y por su búsqueda de mejores condiciones de vida.
Existen importantes comunidades de colombianos en el Gran Santiago y en Antofagasta en comunas como Santiago, Independencia, Estación Central y Quinta Normal, además de asentarse otros lugares de Chile. La mayoría es procedente del Valle del Cauca, de ciudades como Cali y Buenaventura.

### Evolución de la población
| Inmigración colombiana en Chile desde 1960 | Inmigración colombiana en Chile desde 1960 | Inmigración colombiana en Chile desde 1960 | Inmigración colombiana en Chile desde 1960 | Inmigración colombiana en Chile desde 1960 |
| Año                                        | Residentes colombianos                     | Instrumento                                | Fuente                                     |                                            |
| ------------------------------------------ | ------------------------------------------ | ------------------------------------------ | ------------------------------------------ | ------------------------------------------ |
| 1960                                       | 645                                        | Censo 1960                                 | [ 13 ]                                     |                                            |
| 1970                                       | 825                                        | Censo 1970                                 | [ 14 ]                                     |                                            |
| 1982                                       | 1.069                                      | Censo 1982                                 | [ 15 ]                                     |                                            |
| 1992                                       | 1.666                                      | Censo 1992                                 | [ 16 ]                                     |                                            |
| 2002                                       | 4.095                                      | Censo 2002                                 | [ 7 ]                                      |                                            |
| 2012                                       | 27 411                                     | Censo 2012                                 | [ 6 ]                                      |                                            |
| 2013                                       | 48 894 (est.)                              | Casen 2013                                 | [ 17 ]                                     |                                            |
| 2015                                       | 63 481 (est.)                              | Casen 2015                                 | [ 8 ]                                      |                                            |
| 2017                                       | 105 367                                    | Censo 2017                                 | [ 3 ]                                      |                                            |
| 2018                                       | 146 582 (est.)                             | Dpto. de Extranjería de Chile              |                                            |                                            |
| 2024                                       | 197 813                                    | Censo 2024                                 | [ 18 ]                                     |                                            |

| Diez comunas con mayor porcentaje de inmigración colombiana en Chile | Diez comunas con mayor porcentaje de inmigración colombiana en Chile | Diez comunas con mayor porcentaje de inmigración colombiana en Chile | Diez comunas con mayor porcentaje de inmigración colombiana en Chile | Diez comunas con mayor porcentaje de inmigración colombiana en Chile | Diez comunas con mayor porcentaje de inmigración colombiana en Chile |
| -------------------------------------------------------------------- | -------------------------------------------------------------------- | -------------------------------------------------------------------- | -------------------------------------------------------------------- | -------------------------------------------------------------------- | -------------------------------------------------------------------- |
| Lugar                                                                | Comuna                                                               | Región                                                               | Residentes colombianos                                               |                                                                      | Fuente                                                               |
| 1                                                                    | Santiago Centro                                                      | Metropolitana                                                        | 18 579                                                               | 4.59%                                                                | [ 3 ]                                                                |
| 2                                                                    | Antofagasta                                                          | Antofagasta                                                          | 15 665                                                               | 4.33%                                                                | 2                                                                    |
| 3                                                                    | Independencia                                                        | Metropolitana                                                        | 5.400                                                                | 5.38%                                                                | 2                                                                    |
| 4                                                                    | Calama                                                               | Antofagasta                                                          | 2.559                                                                | 2,18%                                                                | 2                                                                    |
| 5                                                                    | Estación Central                                                     | Metropolitana                                                        | 2.558                                                                | 2,09%                                                                | 2                                                                    |
| 6                                                                    | Quinta Normal                                                        | Metropolitana                                                        | 2.300                                                                | 1,81%                                                                | 2                                                                    |
| 7                                                                    | Cerrillos                                                            | Metropolitana                                                        | 1.209                                                                | 1,74%                                                                | 2                                                                    |
| 8                                                                    | Tocopilla                                                            | Antofagasta                                                          | 456                                                                  | 1,70%                                                                | 2                                                                    |
| 9                                                                    | Puerto Natales                                                       | Magallanes                                                           | 365                                                                  | 1,54%                                                                | 2                                                                    |
| 10                                                                   | Mejillones                                                           | Antofagasta                                                          | 294                                                                  | 1,50%                                                                | 2                                                                    |

## Actividades socioculturales
La diáspora colombiana residente en Chile se encuentra organizada a través de agrupaciones socioculturales de diferente naturaleza. La Plaza Bogotá ubicada en el barrio Matta Sur, comuna de Santiago Centro, es un punto de reunión de los colombianos para diversas actividades de interés de la colectividad. Una de ellas es un Homenaje al Carnaval de Barranquilla, organizada por la comunidad atlanticense.
En los asuntos religiosos, anualmente en diciembre los católicos colombianos se reúnen en la Parroquia Latinoamericana de Santiago para celebrar la noche de las velitas.

## Controversias

### Inmigración irregular y trata de personas
Aunque para ingresar a Chile sólo es necesario presentar la cédula, la decisión de ingreso recae en el oficial de la PDI decida ingresarlos, existen muchos rechazos de los ciudadanos colombianos, en el año 2014 hubo 2.690 rechazos en el Complejo fronterizo Chacalluta lo que llevó a muchos a ingresar ilegalmente con apoyo de bandas de tráfico de personas conocidos como coyotes, pasando por la peligrosa frontera entre Chile y Perú que posee minas antipersonas sembradas durante el gobierno militar, lo que provocó la pérdida de una extremidad de un ciudadano colombiano en 2013 y la muerte de otro en 2015.
Mafias de prostitución se aprovechan de esta situación para reclutar a las mujeres en prostíbulos de Tacna llamados chupódromos o ingresandolas ilegalmente a Chile para prostitución, en febrero de 2013 condenaron a tres chilenos que realizaban este tipo de tráfico de personas.